# Pierbattista Pizzaballa
Jeho Blaženost Pierbattista Pizzaballa O.F.M. (* 21. dubna 1965, Cologno al Serio) je italský katolický řeholník, kněz, biskup, který je v současnosti Latinským patriarchou jeruzalémským, velkopřevorem Řádu Božího hrobu a kardinálem.

## Stručný životopis
Již po maturitě, v září 1984, vstoupil do františkánského řádu ve Ferrarě, noviciát absolvoval v konventu La Verna, filosoficko-teologickou formaci přijal v Bologni a 10. října 1989 složil v Padově slavné sliby. Na kněze byl vysvěcen 15. září 1990 v boloňské katedrále.
Jeho strýcem je fotbalista Pierluigi Pizzaballa.

### Ve Svaté zemi
Krátce po vysvěcení byl poslán do Svaté země, kde začal studovat na františkánském biblickém studiu, v roce 1993 získal licenciát z teologie v oblasti biblické teologie. Pak ještě studoval moderní hebrejštinu a semitské jazyky na Hebrejské univerzitě v Jeruzalémě. Od roku 1998 vyučoval biblickou hebrejštinu a judaismus na františkánském biblickém studiu. Od 2. července 1990 se stal formálně členem Kustodie Svaté země. Kromě akademické činnosti se venoval také komunitě hebrejsky mluvících katolíků, v roce 1995 jeho péčí vyšel katolický misál v hebrejštině. V letech 2001–2004 byl představeným františkánského kláštera svatých Simeona a Anny v Jeruzalémě.

### Kustodem Svaté země (2004–2016)
V roce 2004 byl jmenován kustodem Svaté země a projevil se jako stratég a diplomat, velmi uznávaný všemi politickými silami ve SVaté zemi. Kustodem zůstal výjimečně dlouho, celých dvanáct let, až do roku 2016.

### Apoštolský administrátor Latinského patriarchátu jeruzalémského (2016–2020)
Bezprostředně po skončení mandátu kustoda Svaté země byl dne 24. června 2016 jmenován apoštolským administrátorem Latinského patriarchátu jeruzalémského v hodnosti arcibiskupa, a následně přijal v bergamské katedrále biskupské svěcení. Jeho činnost směřovala především k ekonomické stabilizaci patriarchátu, silně zadluženého v důsledku stavby Americké univerzity v Madabě. Pizzaballa musel prodat rozsáhlé pozemky patriarchátu v Nazaretu, aby zachránil instituci před bankrotem.

### Latinský patriarcha jeruzalémský (od 2020)
Po vyřešení ekonomické krize patriarchátu jej papež František jmenoval dne 24. října 2020 patriarchou, o čtyři dny později mu osobně předal palium.

### Kardinálem
Dne 9. července 2023 na závěr modlitby Anděl Páně oznámil papež František, že jmenuje 21 nových kardinálů, mezi nimi také patriarchu Pierbattistu Pizzaballu. V konzistoři dne dne 30. září 2023 jej také skutečně kreoval. Svého kardinálského titulu se ujal 1. května 2024.